# آلیتسیا باخلدا-تسروش
آلیتسیا باخلدا-تسروش (لهستانی: Alicja Bachleda-Curuś؛ ‏ تلفظ: [aˈlit͡sʲa baˈxlɛda ˈt͡suruɕ]؛ زادهٔ ۱۲ مه ۱۹۸۳ میلادی) بازیگر و خواننده اهل لهستان است.
از فیلم‌ها یا مجموعه‌های تلویزیونی که وی در آن‌ها نقش داشته‌است، می‌توان به دروازه اروپا، اجاره‌نشین‌ها، روز محاصره: ۱۱ سپتامبر ۱۶۸۳، مبادله، پان تادئوش، اوندین و فیلم ایرانی-آمریکایی پولاریس اشاره نمود. او در فیلم پولاریس، در نقش یک عکاس جنگ ایرانی-آمریکایی در مقابل بهرام رادان بازی کرده‌است.